# Катияр, Винай
Винай Катияр (англ. Vinay Katiyar; род. 11 ноября 1954, Канпур, Индия) — индийский политический и государственный деятель, вице-президент «Бхаратия джаната парти» (БДП), основатель и руководитель индуистской группы Баджранг дал, принявшей активное участие в разрушении мечети Бабри в Айодхье. Депутат Лок сабхи 10-го, 11-го и 13-го созывов. В 2002—2004 годах — руководитель бихарского отделения БДП. По данным на 2013 год — депутат Раджья сабхи от штата Уттар-Прадеш.